# Глазенап Богдан Олександрович
Богда́н Олекса́ндрович (Готліб Фрідріх) фон Глазенап — (нім. Gottlieb Friedrich von Glasenapp; 1811, Ліфляндська губернія — 22 листопада 1892 Санкт-Петербург) — генерал-ад'ютант, навколосвітній мореплавець, командувач Чорноморського флоту, директор Морського кадетського корпусу, агент Морського міністерства в Швеції, Норвегії та Данії (1855–1856).

## Біографія
Готліб Фрідріх фон Глазенап народився в Ліфляндській губернії в сім'ї військовослужбовців. У 13 років Готліб проявляє бажання вчитись на морського офіцера. Сім'я розмовляла лише німецькою, і Готліб не розумів російської. Для цього прислугу в будинку замінили на російськомовну і найняли вчителів. Вже через півроку, юний Готліб був зарахований до початкового класу Морського кадетського корпусу. Також йому було змінено ім'я на Богдан Олександрович фон Глазенап. За чотири місяці навчання стає гардемарином, під час навчання вирушає в плавання по Балтійському морю, а також до Ісландії. В 1826 році закінчує навчання зі званням мічман.
Через півроку після випуску молодий моряк вирушає в навколосвітнє плавання в команді Федора Петровича Літке на шлюпці «Сенявін». Після трьох років плавання, повернувшись додому в 1829 році, був нагороджений орденом Святої Анни 3 ступеня та отримав грошову премію. Також був призначений ад'ютантом до чергового генерала Головного морського штабу. В 1830 на кораблі «Кронштадт» ходив у Фінській затоці. Наступного року був направлений до Польщі, де брав участь у штурмі Варшави. В 1833-му, командуючи корветом «Князь Варшавський» в команді з контр-адміралом Літке, здійснює плавання по Середземному морю. 1834 року призначений ад'ютантом до начальника Головного морського штабу, а в 1838-му — флігель-ад'ютантом до імператора, того ж року супроводжує осіб царської родини на придворних кораблях.
1839 року Богдана Олександровича відправляють у Миколаїв, там разом з командувачем Чорноморського флоту віце-адміралом М. П. Лазарєвим на кораблі «Силістрія» і пароплавах «Колхіда» і «Північна Зірка» бере участь в висадці десанту на Абхазький берег. З 1841–1845 роки командує різними суднами в Балтійському морі, також у цей період відправляється в Англію, де спостерігає за будівництвом трьох канонерських човнів для Росії.
Весною 1851 року був призначений директором Морського кадетського корпусу, а також отримує звання контр-адмірала. 1855 року Глазенапа призначають головою гідрографічного департаменту, а вже через рік — Головним командиром Архангельського порту, і воєнним губернатором Архангельська. Під час відвідування Архангельська Олександром ІІ 1858 року, роботу Богдана Олександровича на новому місці було високо оцінено, і йому було надано звання генерал-ад'ютант.

На початку 1860 року Глазенапа призначають Головним командиром Чорноморського флоту та військовим губернатором Миколаєва. Перед новим губернатором стояло важливе завдання: відродити місто, яке повільно вмирало. В своїй книзі «Історії Миколаєва» Юрій Крючков так описував події того часу : 
"… Закриття Адміралтейства і різке скорочення штату управління Чорноморської флотилії згубно позначилося на житті в Миколаєві. Тисячі майстрових, інженерів, офіцерів і чиновників залишились без роботи і засобів для існування … Купці і постачальники, позбавлені можливості заробити, стали залишати місто. Почався масовий «вихід» жителів. Виникли труднощі та перебої з поставками продуктів харчування та інших життєво необхідних речей. Виникла дорожнеча, життєвий рівень населення впав. Це породило розбої, вбивства і грабунки в місті ".
Перше, за що взявся Глазенап, — це розробка програми з відновлення й розвитку міста. Для цього він постановив декілька цілей:
- розширення внутрішньої торгівлі
- відкриття зовнішньої торгівлі
- розвиток освіти серед людей
- підвищення розвитку культури суспільства
- розвиток шляхів сполучення з Росією й іншими країнами

Також була скликана комісія на чолі з адміралом Юдахіним, яка мала вивчити стан міста, невдовзі комісія надала звіт, в якому було описана економіка міста, та статистичні дані по населенню.
Завдяки Богдану Олександровичу в 1862 році Морське міністерство видало указ, в якому дозволило вхід у Миколаївський комерційний порт іноземним суднам. Також цим указом іноземцям надалося право проживання в Миколаєві та ведення торгово-промислової діяльності. З цього часу починається розквіт міста, за час правління Глазенапа в місті відкриваються школи, чоловічі та жіночі гімназії, відкриваються перший у Миколаєві дитячий садок та міська лікарня, починається будівництво колії Миколаїв — Знам'янка, яка б сполучила місто з іншими містами. З'являється Міський громадський банк, який допомагав населенню в комунальних проектах (замощення вулиць, їх освітлення тощо). За десять років губернаторства Глазенапа населення Миколаєва збільшилось вдвічі, почало розвиватись приватне будівництво, з'являються нові готелі й театри. Цей потужний розвиток міста призупинився лише в період революції. У 1871-му на той час уже адмірала Глазенапа переводять до Санкт-Петербурга, де він став членом Адміралтейств-ради та Олександрівського комітету піклування поранених воїнів.
На честь Богдана Олександровича Глазенапа в Миколаєві в 1882 році вулицю Молдавську, було перейменовано в Глазенапівську, в пам'ять про губернатора який так багато зробив для розвитку та відродження міста. Також Богдан Олександрович перший почесний громадянин міста.

## Нагороди
Російської імперії:
- Орден Святого Володимира 4-го ступеня (1831);
- Відзнака за Військову Гідність 4-го ступеня (1831);
- Золота шабля «За хоробрість» (1832);
- Орден Святого Георгія 4-го ступеня (за 18 морських кампаній) (1833);
- Орден Святого Станіслава 1-го ступеня (1855);
- Орден Святої Анни 1-го ступеня (1856);
- Орден Святого Володимира 2-го ступеня з мечами (1864);
- Орден Білого орла (1866);
- Орден Святого Олександра Невського ();
- Алмазні знаки до ордена Святого Олександра Невського ();
- Орден Святого Володимира 1-го ступеня (1883)

Медалі:
- Медаль «За взяття приступом Варшави» (1831);
- Медаль «В пам'ять війни 1853–1856» (1856);
- Золота медаль за працю з визволення Чорноморських Адміралтейських поселень (1862);
- Хрест «За службу на Кавказі» (1864).

Іноземних держав:
- Прусський Орден Святого Іоанна Єрусалимського (1836);
- Прусський Орден Червоного орла 3-го ступеня (1836);
- Шведський Орден Меча командорський хрест (1850);
- Нідерландський Орден Нідерландського лева (1841);
- Нідерландський Орден Дубового вінця 1-го ступеня (1857);
- Неаполітанський Орден Франциска командорський хрест 3-го ступеня (1846);
- Французький Орден Почесного Легіону командорський хрест (1846);
- Данський Орден Данеборг командорський хрест (1849);
- Данський Орден Данеборг почесний знак (1850).